# Telstar
Telstar je bio prvi civilni aktivni komunikacijski satelit (lansiran 1962.), i prvi umjetni satelit konstruiran da prima i odašilje telefonske, i ostale radio televizijske signale. Ime - Teltsar, nosila su na samom početku dva satelita Telstar 1 i Telsar 2, a kasnije je to ime davano brojnim komunikacijskim satelitima.

## Opis
Prvi Telstari bili su privatno vlasništvo kompanije AT&T,  i multinacionalni projekt u kojem su sudjelovale kompanije;  AT&T, Bell Telephone Laboratories, NASA, Britanska Pošta, i tadašnji francuski državni PTT. U okviru ovog projekta izgrađene su zemaljske antene  ( zemaljske telekomunikacijske stanice čije antene su rotirale i hvatale signale s Telstara)  u  Andoveru, Maine, SAD, Pleumeur-Bodou, Bretanja, Francuska i glavnoj zemaljskoj satelitskoj stanici BBC - evoj Goonhilly Downs, na jugu Engleske. satelit je razvijen od tima stručnjaka iz Bell Telephone Laboratories. Telstar je bio opremljen spiralnom antenom koja je primala radijske mikrovalne signale iz zemaljske satelitske stanice, pa zatim pojačavao signal i odašiljao ga dalje. Bio je grubog loptastog oblika, težine 77 kg., a vanjska površana mu je bila pokrivena solarnim ćelijama (vrlo male snage od svega 14 W.) za osiguranje električnog napajanja. 
Za razliku od današnjih telekomunikacijskih satelita, Telsar nije dosegao stabilnu (kružnu) geostacionarnu visinu, već se vrtio oko zemlje u vrlo naglašenoj eliptičnoj putanji, na maksimalnoj visini od 5 500 km, tako da je mogao odašiljati signale svega desetak minuta.

## Radni vijek
Lansiranje je obavila NASA raketom Delta iz Cape Canaverala 10. svibnja, 1962.g., Lansiranje Telstara u orbitu, je bilo prvo koje su finacirale privatne kompanije. Telstar je postavljen u eliptičnu orbitu, ( trebalo mu je 2 sata i 37 minuta da obiđe zemlju), pod uglom od 45 stupnjeva u odnosu na ekvator. Zbog toga je mogao prenositi interkontinentalne signale svega po 20 minuta u svakoj orbiti. Telstar je prenio prve telekomunikacijske signale ( telefonske signale, telefax signale ) iz zemaljske satelitske stanice Andover do francuske stanice; Centre de télécommunication spatiale de Pleumeur-Bodou istog dana kad je i lansiran. Nakon dva tjedna prenesen je i prvi televizijski signal u živo, konferencija za tisak Predjednika Sjedinjenih američkih država,  Johna Kennedyja.
Telstar, koji je trebao pokazati blagodati novih tehnologija, postao je i sam žrtva istih, dan prije njegovog lansiranja Sjedinjene države su testirale nuklearnu superbombu (to je bilo vrijeme hladnog rata) - zvanu Starfish Prime koja je magnetizirala i ispunila radioaktivnim česticama zemljinu orbitu (pa i Telstarovu).  Ova pojačana radijacija, dopunjena serijom Sovjetskih visinskih atomskih eksplozija (posljednja je bila u listopadu) preopteretila je Telsarove osjetljive tranzistore. 
Telstar 1 je prestao raditi na početku prosinca, nakon svega sedam mjeseci rada. Telstar 2, lansiran je u svibnju 1963.g. i radio je dvije godine.
Pokusi s telekomunikacionim satelitima, nastavili su se 1964. g., lansiranjem dva nova Telsara, dva Relaya i dva Syncoma.
Syncom 2 je bio prvi satelit koji je dosegao geostacionarnu kružnu orbitu, a njegov slijednik Syncom 3, prenosio je televizijske signale s Olimpijskih igara 1964.  Prvi komercijalni geostacionarni satelit bio je - Intelsat I (zvan i "Early Bird") lansiran 1965.g.

### Noviji Telstari
Nova generacija satelita Telstar, lansira je sljedećim redom; 1983.g. - Telstar 301, 1984.g. - Telstar 302, i 1985.g. Telstar 
303. Slijedila ih je nova generacija, oznaka 400 ( lansiranih 1994.g. do 1995.g.

### Uporaba imena Telstar
Ime Telstar postalo je simbolom američke tehnološke premoći u svemirskoj utrci, pa samim tim i popularno u mnogim djelatnostima; od imena trgovina, nogometnih klubova, modela automobila. Ipak najpoznatija uporaba imena je ona od strane Joe Meeka koji je skladao instrumentalnu skladbu - Telstar ( 1962.g.), pjesma je uskoro postala veliki hit u originalnoj izvedbi grupe The Tornados, a solidan uspjeh s inačicom te pjesme, imao je i američki sastav The Ventures.

## Vanjske poveznice
- Lista komunikacijskih satelita na portalu Satnews.com
- članak o Telsaru iz National Geographic Magazine broj iz svibnja, 1962. g.   Arhivirana inačica izvorne stranice od 6. rujna 2012. (Wayback Machine)